# Amy Beth Hayes
Amy Beth Hayes, född 8 oktober 1982 i Abergavenny, är en brittisk skådespelare.
Hayes har bland annat medverkat i TV-serierna Mr Selfridge och Three Little Birds.

## Filmografi (i urval)
- 2013–2016 – Mr Selfridge (TV-serie)
- 2023 – Three Little Birds (TV-serie)